# JAXM
JAXM(Java API for XML Messaging의 약자)은 분산 시스템에서 XML을 사용하여 통신하게 하는 자바 API이다. JAXM은 동기 통신 및 비동기 통신도 지원한다.

## 메시지
JAXM의 메시지는 규정된 SOAP 형식 및 표준을 따르는 XML 메시지이다. SOAP 메시지에는 첨부 파일이 있는 메시지와 첨부 파일이 없는 메시지의 두 가지 주요 유형이 있다. 예를 들어 메시지에 이미지를 포함하려면 메시지와 함께 첨부 파일을 보내야 한다. SAAJ API는 SOAP 메시지의 첨부 파일에 대한 AttachmentPart 클래스를 제공한다.